# Лексис, Вильгельм
Вильгельм Лексис (нем. Wilhelm Lexis; 17 июля 1837, Эшвайлер, Северный Рейн-Вестфалия, Королевство Пруссия — 24 августа 1914, Гёттинген, Германская империя) — немецкий экономист и статистик.

## Биография
Родился 17 июля 1837 года в Эшвайлере (Рейнская провинция Королевства Пруссия) в семье врача Эрнста Йозефа Лексиса.
Среднее образование получил в гимназии Фридриха-Вильгельма в Кёльне. В 1855 году поступил в Боннский университет, где начал изучать юридические и камеральные науки, но с 1856 года перешёл к изучению естественных наук и математики. Под руководством Августа Бера подготовил диссертацию по математической физике «De generalibus motus legibus», защитив которую в 1859 году, получил степень доктора философии. После сдачи экзамена на звание старшего учителя естественных наук и математики, Лексис в течение года был преподавателем этих предметов. В 1861 году он отправился в Париж, где изучал общие политико-экономические условия Франции. Затем жил до 1870 года в Гейдельберге, Бонне и Лондоне. Во время войны 1870 года Лексис состоял редактором газеты в Эльзасе.
С 1872 года — экстраординарный профессор экономики в Страсбургском университете. С августа 1874 года он был ординарным профессором географии, этнографии и статистики в Дерптском университете, службу в котором оставил в августе 1876 года, перейдя во Фрейбургский университет на должность ординарного профессора политической экономии. С 1884 года — ординарный профессор кафедры политической экономии в Университете Бреслау, с 1887 года — в Гёттингенском университете (1887—1914).
В 1910 году он был избран действительным членом Гёттингенской академии наук.
Умер 24 августа 1914 года в Гёттингене.
С 1930 года в Кёпенике существует улица нем. Lexisstraße.

## Научная деятельность
В статистике создал теорию измерения дисперсии случайных колебаний путём сравнения с дисперсией в условиях теоремы Бернулли. Занимался вопросами денежного обращения; являлся сторонником металлистической теории денег. Выдвинул концепцию «абстрактного человека», основанную на внесоциальном подходе к анализу демографических процессов. Делил статистику населения на демографическую и так называемую моральную. Работал над методами составления таблиц смертности; предложил получивший его имя графический метод демографического анализа — сетку Лексиса.
С 1891 по 1897 год Вильгельм Лексис издавал ежегодники национальной экономики и статистики, также известные как ежегодники Конрада. Ещё в 1885 году он опубликовал в этих ежегодниках рецензию второго тома «Капитала» (Карла Маркса), на которую Фридрих Энгельс ссылался в своём предисловии к первому изданию третьего тома. Критический разбор третьего тома «Капитал» был им размещён в «Quarterly Journal of Economies» за 1895 год.

## Основные работы
- Zur Theorie der Massenerscheinungen in dermenschlichen Gesellschaft. — Freiburg im Br., 1877;
- Erörterungen über die Währungsfrage. — Lpz., 1881;
- Die deutschen Universitäten. Für die Universitätsausstellung in Chikago 1893 unter Mitwirkung zahlreicher Universitätslehrer herausgegeben von W. Lexis, ordentl. Prof. der Staatswissenschaften in Cöttingen. Berlin, Verlag von Asher, 1893;
- Abhandlungen zur Theorie der Bevölkerung und Moralstatistik. — Jena, 1903;
- Allgemeine Volkswirtschaftslehre, 2 Aufl. — Lpz.—B., 1913;
- Современное положение вопроса о валюте / Пер. Александра Каневского. — Санкт-Петербург, 1897. — 69 с.
- Производство и потребление драгоценных металлов за последнее десятилетие / Пер. с нем. А. Гурьева. — Санкт-Петербург, 1897. — [4], XII, 118 с.
- Статьи по теории статистики народонаселения и теории нравственной статистики. — СПб., 1906
- Торговля / Под ред. и с доп. относительно России М. И. Боголепова. Авториз. пер. с послед. нем. изд. А. Эльяшева. — Рига : Наука и жизнь, 1914. — 2 т. — 175+160 с. — (Библиотека «Наука и жизнь»)
- О теории стабильности статистических рядов / пер. с нем. Н. С. Четверикова // О теории дисперсии, сост. Н. С. Четвериков. — М., 1968.
- Кредит и банки. — М., 1994. — 118 с.